# Europahaus (Lipsia)
L'Europahaus (letteralmente “edificio Europa”), detto anche Europahochhaus (“grattacielo Europa”) è un edificio per uffici di 13 piani nella città tedesca di Lipsia. È alto 56 metri e posto al margine orientale del centro storico ed è un oggetto di protezione dei beni culturali.

## Storia

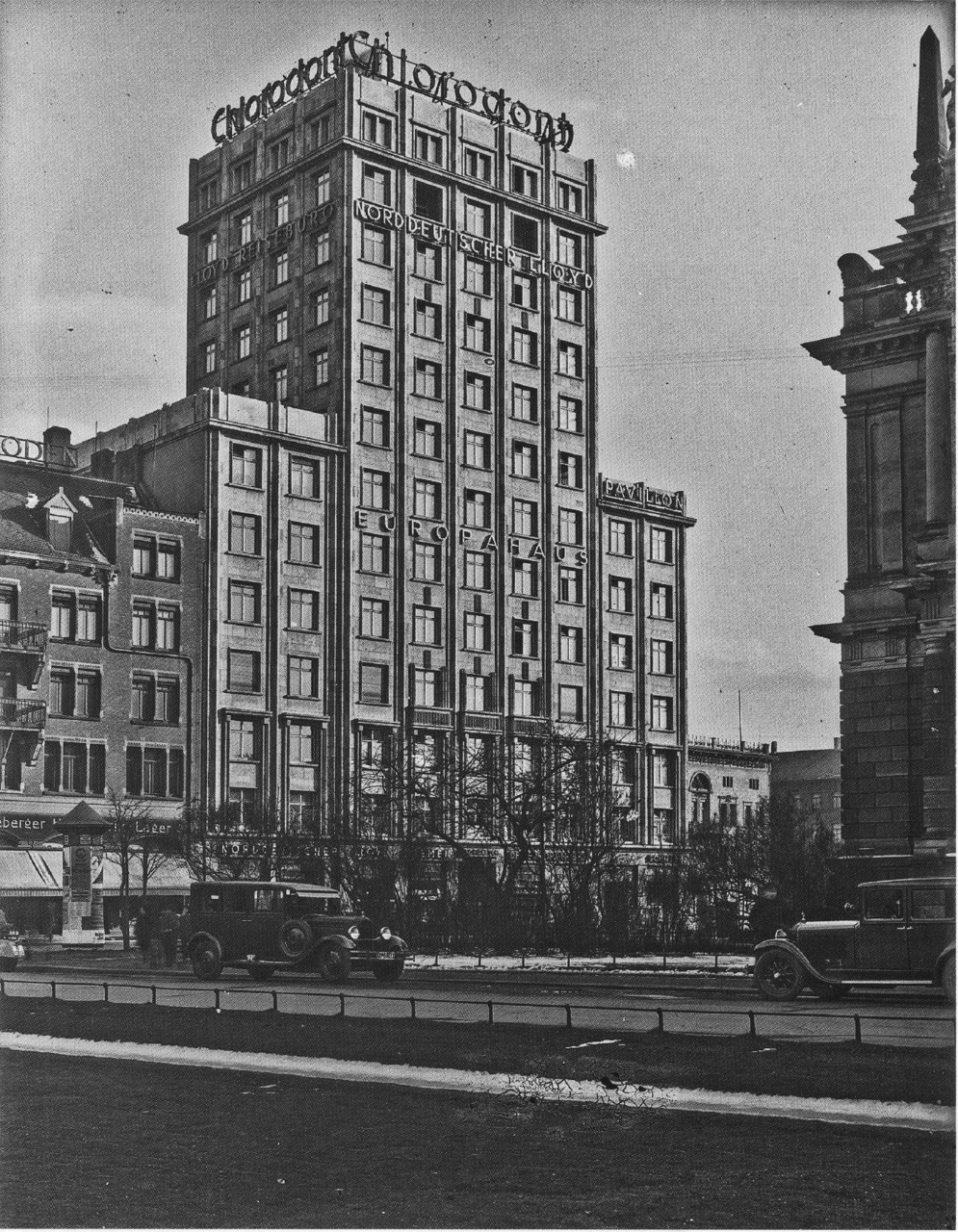
Veduta di quando fu costruita (a sinistra si può vedere parte della Casa Olandese, distrutta durante la Seconda Guerra Mondiale, e a destra parte del Museo di Belle Arti, anch'esso distrutto)

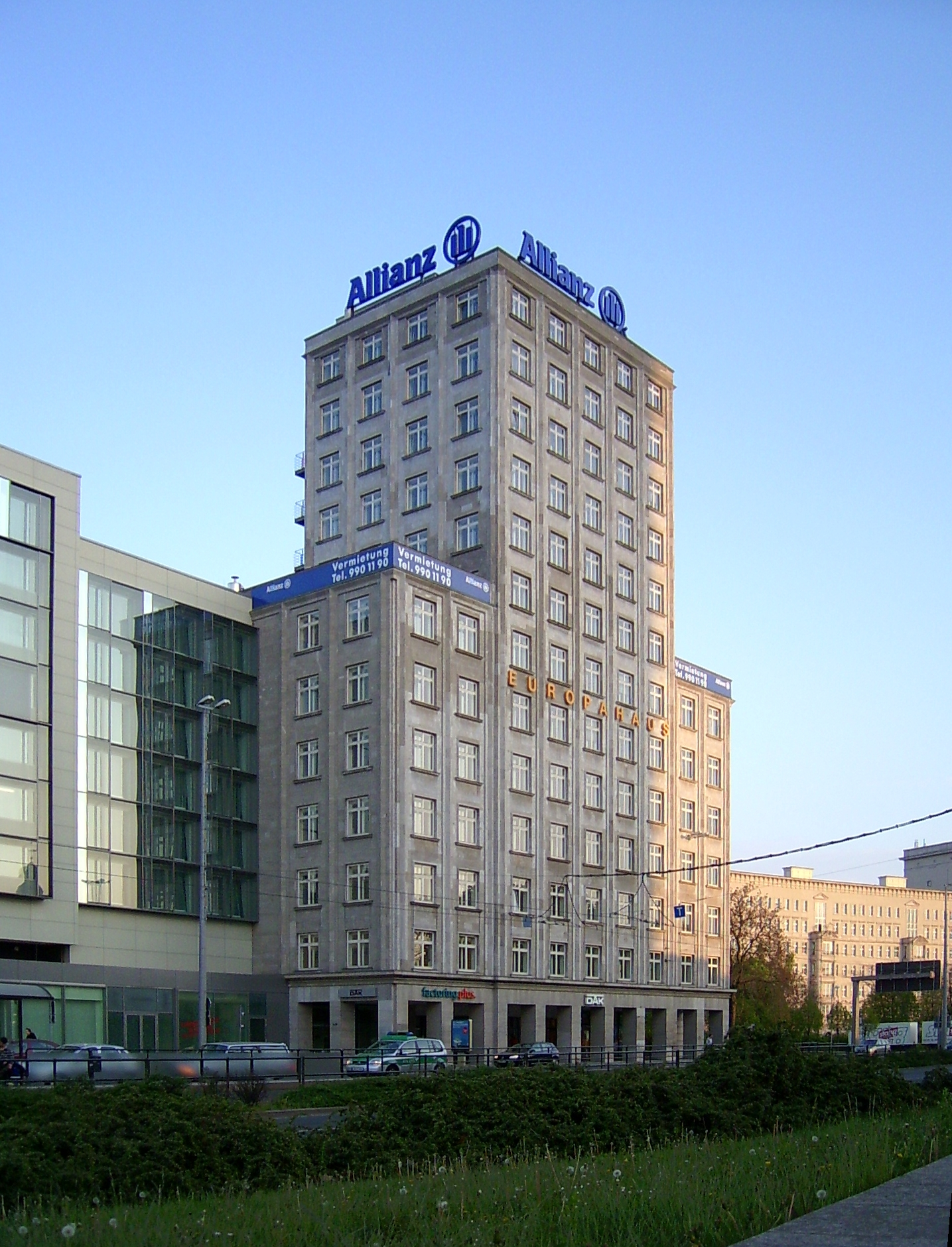
Europahaus come filiale di Lipsia di Allianz con il loro logo come insegna al neon all'ultimo piano (2007)

Secondo il concetto Ringcity (città anulare) del 1928 dell'ufficiale urbanistico Hubert Ritter, era possibile costruire grattacieli indipendenti lungo la Innenstadtring (circonvallazione interna) di Lipsia, che dovevano sembrare punti alti di una corona cittadina. A causa della grande depressione, a quel tempo a Lipsia furono effettivamente costruiti solo il grattacielo Kroch e l'Europahaus.
L'Europahaus, il secondo grattacielo di Lipsia, fu costruito nel 1928/29 come contrappeso al grattacielo Kroch in stile moderno da Otto Paul Burghardt (1875-1959). Nel maggio 1928, Burghardt dovette rivedere la sua prima bozza, in cui la torre più alta era in posizione d'angolo assiale, sotto la direzione di Wilhelm Kreis (1873–1955) in risposta alle richieste del Ministero dell'Interno sassone. Alla facciata dell'edificio per uffici e commerciale è stata data una forma notevolmente semplificata con una struttura verticale che corre tra le finestre. Burghardt ha rinunciato a qualsiasi ornamento e la casa si presenta solo attraverso l'espressionismo enfasi risonante sulla verticale in apparenza. La revisione fu completata nel luglio 1928, in modo che il guscio fosse completato all'inizio di novembre 1929 e la maggior parte delle stanze potesse essere utilizzata dal 1º gennaio 1930.
Il costo era di 2 milioni di Reichsmark, erano previsti 600.000 Reichsmark.

## Architettura e caratteristiche
L’edificio, con struttura portante in acciaio, è costituito da una torre centrale di 13 piani affiancata da due corpi di fabbrica laterali di altezza inferiore. Le facciate sono rivestite in pietra. L'edificio oggi confina direttamente col Ringbebauung degli anni '50 su Rossplatz. L'odierno "Radisson Blu Hotel Leipzig" è direttamente collegato dall'altra parte. Al momento della costruzione, al centro del grattacielo c'era un ristorante con giardino pensile, che si dice sia stato il "caffè con giardino pensile più alto d'Europa" fino agli anni '50. Secondo la stessa fonte tra i primi inquilini c'erano Claire Sigall, una palestra di ginnastica al 12º piano e Norddeutscher Lloyd al piano terra. Dal 2020 la città di Lipsia ha ufficialmente ricordato che l'editore tedesco di golf, che ha pubblicato la prima rivista specializzata tedesca per l'intero sport del golf, aveva sede nell'Europahaus. La casa editrice era di proprietà della famiglia di Bernhard von Limburger, che vinse tre titoli di campionato tedesco dal 1921 al 1925.
Ai tempi della RDT, la casa era la sede dell'amministrazione distrettuale dell'Assicurazione statale della RDT. Nel 1965, Frieder Gebhard e Hans-Joachim Dreßler eseguirono una ricostruzione nello stile degli anni '60, con l'estremità superiore notevolmente modificata. Al piano terra furono costruiti i colonnati, necessari dopo l'ampliamento del Innenstadtring.
L'edificio è stato ristrutturato nel 1997/98. Le finestre sono state rinnovate e sono state eseguite riparazioni sulla facciata classificata. Allianz Versicherungs-AG si è quindi trasferita come nuovo proprietario.
Dopo i lavori di ristrutturazione e ammodernamento della Leipziger Stadtbau AG, le Stadtwerke Leipzig si è trasferita nell'Europahaus nel 2014 con circa 160 dipendenti. Nel 2015 l'edificio è stato acquisito da un fondo di Union Investment.